# 신스콜라 철학

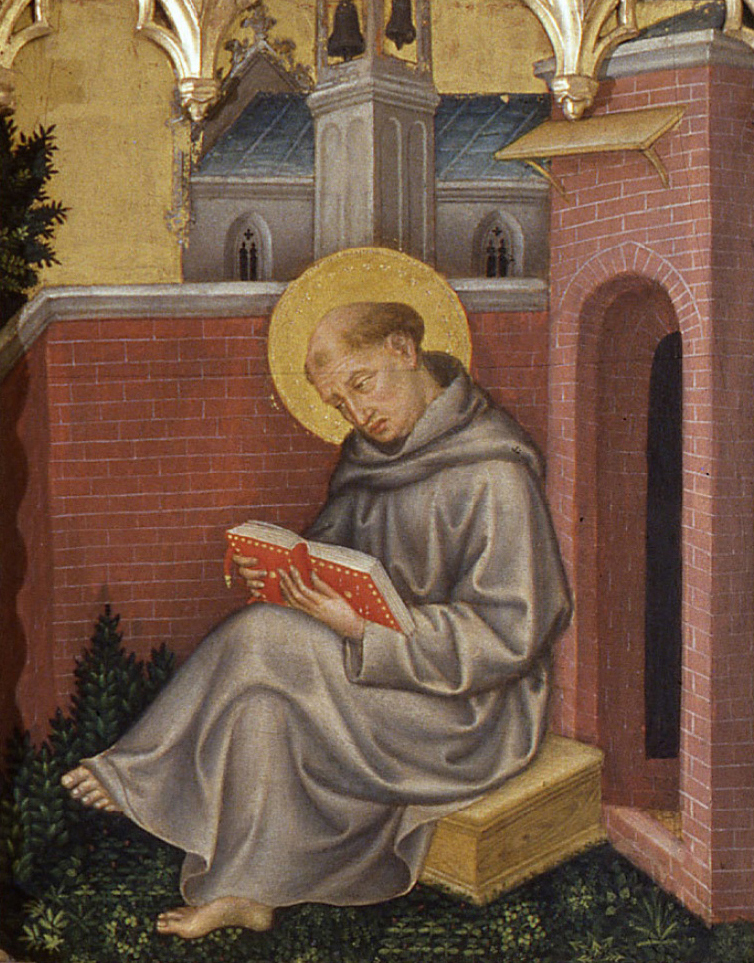
토마스 아퀴나스

신스콜라 철학(Neo-scholasticism) 또는 신토마스주의는 19세기 중엽부터 가톨릭 신학 및 철학 내부에 스콜라 철학의 부흥이 일어나 하나의 학문의 흐름을 형성하면서 생긴 중핵적인 사조이다.
명칭 그대로 중세 최고의 스콜라 철학자, 신학자 토마스 아퀴나스를 다시 연구하여 그의 사상을 현대철학의 여러 문제에 적응시켜 새로운 타당성(妥當性)을 갖게 하려는 철학 운동이다. 토마스의 사상은 신학·철학·윤리학·정치학·법학 등 각 분야를 전체적으로 종합하고 체계적으로 조직한 매우 스케일이 큰 것이며, 그 논리의 정합성(整合性)과 통찰의 깊이는 결코 계몽주의 이후의 근대철학에 의해서 쉽게 무시되거나 극복될 수 없는 지적인 풍요성과 힘을 갖고 있다. 신토마스 주의는 이를 근대의 지적·현실적 문제들에 적용하여 근대철학이 막다른 골목에 이른 데 반하여 중세적·스콜라적 사유(思惟)의 유산이 얼마나 우월한가를 보여주려 하였다. 이것은 중세적 사유의 부흥이므로 역사연구에 의한 사상의 본질 구명이 앞서야 한다. 이 방면에서 큰 공헌을 한 사람들은 프랑스에서는 에티엔 질송(1884-1978)이며 독일에서는 마르틴 그라프만(Martin Grabmann, 1875-1949)이었다. 철학이나 법학이나 정치학 방면에 있어서 신토마스 주의의 지도자는 프랑스의 자크 마리탱, 에스파냐의 도노소 코르테스이다. 특히 제1차 대전을 전후해서 가톨릭 교회가 활발해지고 또 근대문화에 대한 위기의식이 퍼짐에 따라서 문화의 여러 문제에 대한 신토마스 주의의 견해는 새로운 사회적 타당성을 갖게 되고, 또한 마리탱이 철학·과학만이 아니라 국가나 사회생활의 전반적인 문제를 토마스의 원리로부터 해결하려고 한 시도는 세계적인 반응을 얻었다. 신토마스 주의는 토마스의 부흥이기는 하지만 토마스의 사상에 철학적으로 새로운 것을 부가하였거나 발전시킨 것이라고는 말하기 어렵다. 또 제1차 대전 후의 '근대의 종말'이라는 의식이 강하던 시기는 지나가고, 사회체제의 변화는 더욱더 근대화를 추진해 가는 시대에 있어서 신토마스 주의가 중세사회를 기반으로 한 토마스 사상의 부흥인 한 그 타당성에 한계가 있는 것으로 생각된다. 특히 사회철학과는 법철학에 있어서 그러하다.

## 같이 보기
- 모티머 J. 애들러